# ねこばん
『ねこばん』は、2010年10月から同年12月まで東名阪ネット6加盟局（tvk、TVS、CTC、MTV、KBS、SUN）に加えて、日本テレビ系列のSTV、テレビ東京系列のTVQで放送、ひかりTVでVOD配信されたテレビドラマ。
本稿では、派生作品である映画『ねこばん3D とび出すにゃんこ』（ねこばんスリーディー とびだすにゃんこ）についても説明する。

## 概要
- 東名阪ネット6が中心となって制作してきた『ネコナデ』『幼獣マメシバ』『ねこタクシー』と続く“癒し系”動物ドラマシリーズ第4弾。
- 各回では猫に関する著名な格言が作品のモチーフ、およびサブタイトルに使われておりエンディング・クレジット前に読み上げられる。
- 出演猫はオーディションで選出。撮影はアニマルトレーナー指導のもと行われた。また、猫の声には製作委員会の一員であるアミューズメントメディア総合学院から声優タレント学科の在校生がアフレコ参加している。

## 出演
根本勲 - 伊武雅刀
元電車の運転士。定年を迎えて3ヶ月、最近時間を持て余している。
根本敏子 - りりィ
勲の妻。習い事で昼間は留守がち。
片山けい
勲の娘。両親とは別居。
松田信行
勲の娘婿であり元部下。
ちずる - 大和田萌
勲の孫娘。4歳。写真出演。
出演ねこ
- オリハルコン：もなか（声：橋本啓子）
- ホック：ランチ（山内梨早）
- チリー：マイケル（山内里紗）
- サトミ：メス（棚瀬香澄）
- イサオ：ミケコ（米田桃子）
- グルグル：ブルー（加護あゆみ）
- ダッコ：チャーボー（宮島恵美）
- ダイフク：いくら（大鐘直樹）
- マツ：たらお（山崎瑞生）
- タケ：ルナ（湯田朱里）
- ウメ：クリ（棚瀬香澄）
- ゴクウ：マル（山崎瑞生）
- チーター：おりょう（山内梨早）
- トラ：オス（橋本啓子）
- トムソーヤ：黒猫ジャック（鈴木寛子）

## 主題歌
オープニングテーマ曲
- 「TickTack」　歌：nico（小林元子&小澤瑞季）、作詞：吉津屋こまめ、作曲&編曲：牧野信博

エンディングテーマ曲
- 「ふたりぼっち」　歌：廣坂愛、作詞：吉津屋こまめ、作曲：山本幹子、編曲：安齋孝秋

## スタッフ
- 製作総指揮：吉田尚剛
- 企画：永森裕二
- 脚本：有馬顕、高橋悠、芦塚慎太郎
- 音楽：sanpachi（studio8）
- プロデューサー：飯塚達介、森角威之
- ラインプロデューサー：岩城一平
- 撮影監督：中尾正人
- 撮影：原伸也
- アニマルトレーナー：ZOO動物プロ
- ポストプロダクション：e-naスタジオ
- アシスタントプロデューサー：田口梓
- 協力：アミューズメントメディア総合学院、AMG出版工房、AMG MUSIC、ティーエスピー・エンジニアリング、L.S.C.、e-naスタジオ、馬車馬企画、sabot6課、天然工房
- 監督：有馬顕
- 製作：「ねこばん」製作委員会（アミューズメントメディア総合学院、tvk、チバテレ、テレ玉、tvk、三重テレビ放送、KBS京都、サンテレビ、札幌テレビ放送、TVQ九州放送、NTTぷらら、竹書房）
- 企画：AMGエンタテインメント
- 製作：TOHOO

## サブタイトル
| 各話   | サブタイトル                                      | 出演ねこ         | 格言引用                             |
| ------ | ------------------------------------------------- | ---------------- | ------------------------------------ |
| 第1回  | 完璧なものが世の中に二つある。時計と、猫だ。      | オリハルコン     | エミール＝オーギュスト・シャルティエ |
| 第2回  | 猫とは、解答のないパズルである。                  | ホック、ランチ   | ヘイゼル・ニコルソン                 |
| 第3回  | 実のところ、猫に猫なで声はいらない。              | サトミ、イサオ   | ニール・ケサディ                     |
| 第4回  | 猫は、どんなに小さくても最高傑作である。          | グルグル         | レオナルド・ダ・ヴィンチ             |
| 第5回  | 猫は心地よさの鑑定家だ。                          | ダッコ           | ジェイムズ・ヘリオット               |
| 第6回  | 猫は特別な存在だ。抱くことしかできないのだから。  | ダイフク         | ケイトリン・タイ                     |
| 第7回  | 犬は喰らうが、猫は食する。                        | マツ、タケ、ウメ | アン・テイラー                       |
| 第8回  | 猫とは尽きる事なき新発見である。                  | ゴクウ           | レスリー・カップ                     |
| 第9回  | 芸術家は猫を愛す。                                | チーター         | デズモンド・モリス                   |
| 第10回 | 猫は、人を変える事ができる。                      | トラ             | ディーン・モル                       |
| 第11回 | どんなものも待つ者の元にやってくる…猫を除いては。 | トムソーヤ       | マリリン・ピーターソン               |
| 最終回 | 幸福は猫に似ている。いつの間にか膝の上にいる。    | 総出演           | ウィリアム・ベネット                 |

## 放送局
| 放送地域       | 放送局           | 放送期間                      | 放送日時                      | 放送系列       | 備考             |
| -------------- | ---------------- | ----------------------------- | ----------------------------- | -------------- | ---------------- |
| 神奈川県       | テレビ神奈川     | 2010年10月1日0 - 12月17日     | 金曜 21時00分 - 21時30分      | 独立UHF局      | 製作委員会参加   |
| 埼玉県         | テレビ埼玉       | 2010年10月1日0 - 12月17日     | 金曜 21時00分 - 21時30分      | 独立UHF局      | 製作委員会参加   |
| 北海道         | 札幌テレビ放送   | 2010年10月1日0 - 12月17日     | 金曜 25時58分 - 26時28分      | 日本テレビ系列 | 製作委員会参加   |
| 福岡県         | TVQ九州放送      | 2010年10月3日0 - 12月19日     | 日曜 05時00分 - 05時30分      | テレビ東京系列 | 製作委員会参加   |
| 三重県         | 三重テレビ       | 2010年10月4日0 - 12月20日     | 月曜 19時00分 - 19時30分      | 独立UHF局      | 製作委員会参加   |
| 千葉県         | 千葉テレビ放送   | 2010年10月7日0 - 12月23日     | 木曜 22時00分 - 22時30分      | 独立UHF局      | 製作委員会参加   |
| 兵庫県         | サンテレビジョン | 2010年10月8日0 - 12月24日     | 金曜 21時30分 - 22時00分      | 独立UHF局      | 製作委員会参加   |
| 京都府         | KBS京都          | 2010年10月17日 - 2011年1月2日 | 日曜 22時00分 - 22時30分      | 独立UHF局      | 製作委員会参加   |
| 日本全国       | ひかりTV         | 2010年10月10日 - 12月26日     | 日曜 更新                     | ネット配信     |                  |
| 宮城県         | 仙台放送         | 2011年3月0 - 7月              | 金曜 25時40分 - 26時10分      | フジテレビ系列 |                  |
| 福島県         | 福島中央テレビ   | 2011年8月0 -                  | 水曜 10時55分 - 11時25分      | 日本テレビ系列 |                  |
| 大分県         | 大分放送         | 2011年11月7日0 - 11月24日     | 月 - 木曜 10時20分 - 10時50分 | TBS系列        | 「ホッとTime」枠 |
| 岡山県・香川県 | 山陽放送         | 2012年2月3日0 - 3月9日        | 金曜 09時55分 - 10時55分      | TBS系列        | 2話連続放送      |

### VOD配信
| 配信元 | 開始時期  | 備考           |
| ------ | --------- | -------------- |
| U-NEXT | 2020年5月 | 有料見放題配信 |

## 映画版
2011年1月22日より公開の映画。全編3D作品として上映。

### 出演
- 根本勲 - 伊武雅刀
- 根本敏子 - りりィ
- ちずる - 奥田いろは
- 片山けい
- 上原奈美